# Dioon sonorense
Dioon sonorense är en kärlväxtart som först beskrevs av De Luca, Sabato och Vázq. Torres, och fick sitt nu gällande namn av Chemnick och T.J. G. Dioon sonorense ingår i släktet Dioon och familjen Zamiaceae. IUCN kategoriserar arten globalt som starkt hotad. Inga underarter finns listade i Catalogue of Life.